# Eduardo Sosa
Eduardo José Sosa Vegas (Barinas, Barinas, 20 de junio de 1996) es un futbolista venezolano. Juega como mediocampista ofensivo y su equipo actual es el Imigresen F. C. de la Malaysia Super League.

## Trayectoria

### Zamora FC
Formado en las inferiores del Zamora FC, Sosa debutó con el primer equipo el 10 de noviembre de 2013. Jugó 60 encuentros y anotó 8 goles en su paso por el club.

### Etapa en Estados Unidos

#### Columbus Crew SC
Sosa fichó por el Columbus Crew de la Major League Soccer el 9 de enero de 2018. Luego de una lesión de tobillo que lo dejó fuera de las canchas por casi tres meses, debutó con los Crew el 3 de junio de 2018 en el empate 3-3 contra Toronto FC. Anotó su primer gol en Columbus Crew el 30 de junio en la victoria 2-1 de local al Real Salt Lake. Columbus no ejerció la opción de compra del jugador al término de la temporada 2019, y fue liberado.

#### Fort Lauderdale CF
El 15 de febrero de 2020 fichó como agente libre por el Fort Lauderdale CF (filial del Inter de Miami), en la tercera división estadounidense en donde terminarían en la penúltima posición del torneo.

### Jaguares de Córdoba
En 2021 tras la suspensión de las ligas inferiores en Estados Unidos y en busca de sumar más minutos Sosa fichó por el Jaguares de Córdoba de la Primera División de Colombia. Con las fieras del Sinú logró grandes presentaciones, anotando 4 goles en 29 partidos, lo cual lleva a que varios clubes históricos del país cafetero se fijarán en él.

### Millonarios
El 17 de enero de 2022, el club Jaguares de Córdoba confirma en sus redes sociales el traspaso de Sosa a Millonarios en condición de préstamo por un año, con opción de compra al finalizar el mismo. El 13 de febrero marca su primer gol con el club en la victoria 2 por 0 como visitantes ante el Deportivo Cali. Su paso por el club bogotano fue corto, permaneciendo en el equipo albiazul solo por 6 meses.

### Deportes Tolima
Tras su breve paso por Millonarios, en julio de 2022 fue contratado por el Deportes Tolima, es en el vinotinto y oro en donde permanece actualmente.

## Estadísticas
- Actualizado de acuerdo al último partido el 2 de agosto de 2024.

| Club | Div           | Temporada     | Liga  | Liga  | Liga  | Copas nacionales(1) | Copas nacionales(1) | Copas nacionales(1) | Copas internacionales(2) | Copas internacionales(2) | Copas internacionales(2) | Total | Total | Total |
| Club | Div           | Temporada     | Part. | Goles | Asist | Part.               | Goles               | Asist               | Part.                    | Goles                    | Asist                    | Part. | Goles | Asist |
| --- | ------------- | ------------- | ----- | ----- | ----- | ------------------- | ------------------- | ------------------- | ------------------------ | ------------------------ | ------------------------ | ----- | ----- | ----- |
| Zamora F. C. · Venezuela                                                                                                   | 1.ª           | 2014-15       | 4     | 0     | 0     | -                   | -                   | -                   | -                        | -                        | -                        | 4     | 0     | 0     |
| Zamora F. C. · Venezuela                                                                                                   | 1.ª           | 2015          | 1     | 0     | 0     | -                   | -                   | -                   | -                        | -                        | -                        | 1     | 0     | 0     |
| Zamora F. C. · Venezuela                                                                                                   | 1.ª           | 2016          | 8     | 0     | 0     | -                   | -                   | -                   | -                        | -                        | -                        | 8     | 0     | 0     |
| Zamora F. C. · Venezuela                                                                                                   | 1.ª           | 2017          | 34    | 6     | 0     | -                   | -                   | -                   | 5                        | 1                        | 1                        | 39    | 7     | 1     |
| Zamora F. C. · Venezuela                                                                                                   | Total club    | Total club    | 47    | 6     | 0     | -                   | -                   | -                   | 5                        | 1                        | 1                        | 52    | 7     | 1     |
| Columbus Crew Estados Unidos                                                                                               | 1.ª           | 2018          | 10    | 1     | 0     | -                   | -                   | -                   | -                        | -                        | -                        | 10    | 1     | 0     |
| Columbus Crew Estados Unidos                                                                                               | 1.ª           | 2019          | 8     | 0     | 0     | -                   | -                   | -                   | -                        | -                        | -                        | 8     | 0     | 0     |
| Columbus Crew Estados Unidos                                                                                               | Total club    | Total club    | 18    | 1     | 0     | -                   | -                   | -                   | -                        | -                        | -                        | 18    | 1     | 0     |
| Jaguares de Córdoba · Colombia                                                                                             | 1.ª           | 2021          | 28    | 4     | 6     | 1                   | 0                   | 0                   | -                        | -                        | -                        | 29    | 4     | 6     |
| Jaguares de Córdoba · Colombia                                                                                             | Total club    | Total club    | 28    | 4     | 6     | 1                   | 0                   | 0                   | -                        | -                        | -                        | 29    | 4     | 6     |
| Millonarios · Colombia | 1.ª           | 2022          | 21    | 2     | 0     | 1                   | 0                   | 0                   | 1                        | 1                        | 0                        | 23    | 3     | 0     |
| Millonarios · Colombia | Total club    | Total club    | 21    | 2     | 0     | 1                   | 0                   | 0                   | 1                        | 1                        | 0                        | 23    | 3     | 0     |
| Deportes Tolima · Colombia                                                                                                 | 1.ª           | 2022          | 17    | 1     | 0     | 1                   | 0                   | 0                   | -                        | -                        | -                        | 18    | 1     | 0     |
| Deportes Tolima · Colombia                                                                                                 | 1.ª           | 2023          | 21    | 1     | 1     | 1                   | 0                   | 0                   | 2                        | 0                        | 0                        | 24    | 1     | 1     |
| Deportes Tolima · Colombia                                                                                                 | 1.ª           | 2024          | 13    | 0     | 2     | 0                   | 0                   | 0                   | 0                        | 0                        | 0                        | 13    | 0     | 2     |
| Deportes Tolima · Colombia                                                                                                 | Total club    | Total club    | 51    | 2     | 3     | 2                   | 0                   | 0                   | 2                        | 0                        | 0                        | 55    | 2     | 3     |
| Total carrera | Total carrera | Total carrera | 165   | 15    | 9     | 4                   | 0                   | 0                   | 8                        | 2                        | 1                        | 177   | 17    | 10    |
| (1) Incluye datos de la Copa Venezuela, U.S. Open Cup y la Copa Colombia. (2) Incluye datos de la Copa Libertadores (2017) |               |               |       |       |       |                     |                     |                     |                          |                          |                          |       |       |       |

## Palmarés

### Títulos nacionales
| Título                        | Club         | País      | Torneo    |
| ----------------------------- | ------------ | --------- | --------- |
| Primera División de Venezuela | Zamora F. C. | Venezuela | 2013-2014 |
| Primera División de Venezuela | Zamora F. C. | Venezuela | 2015      |
| Primera División de Venezuela | Zamora F. C. | Venezuela | 2016      |
| Copa Colombia                 | Millonarios  | Colombia  | 2022      |